# Jägerliest
Der Jägerliest (Dacelo novaeguineae), besser bekannt unter dem Namen Lachender Hans, ist ein Vogel aus der Familie der Eisvögel (Alcedinidae). In Australien wird er Kookaburra [ˈkʊkəˌbaɹə] australischⓘ (britisch: [ˈkʊkəˌbʌrə]) genannt.

## Vorkommen und Lebensweise

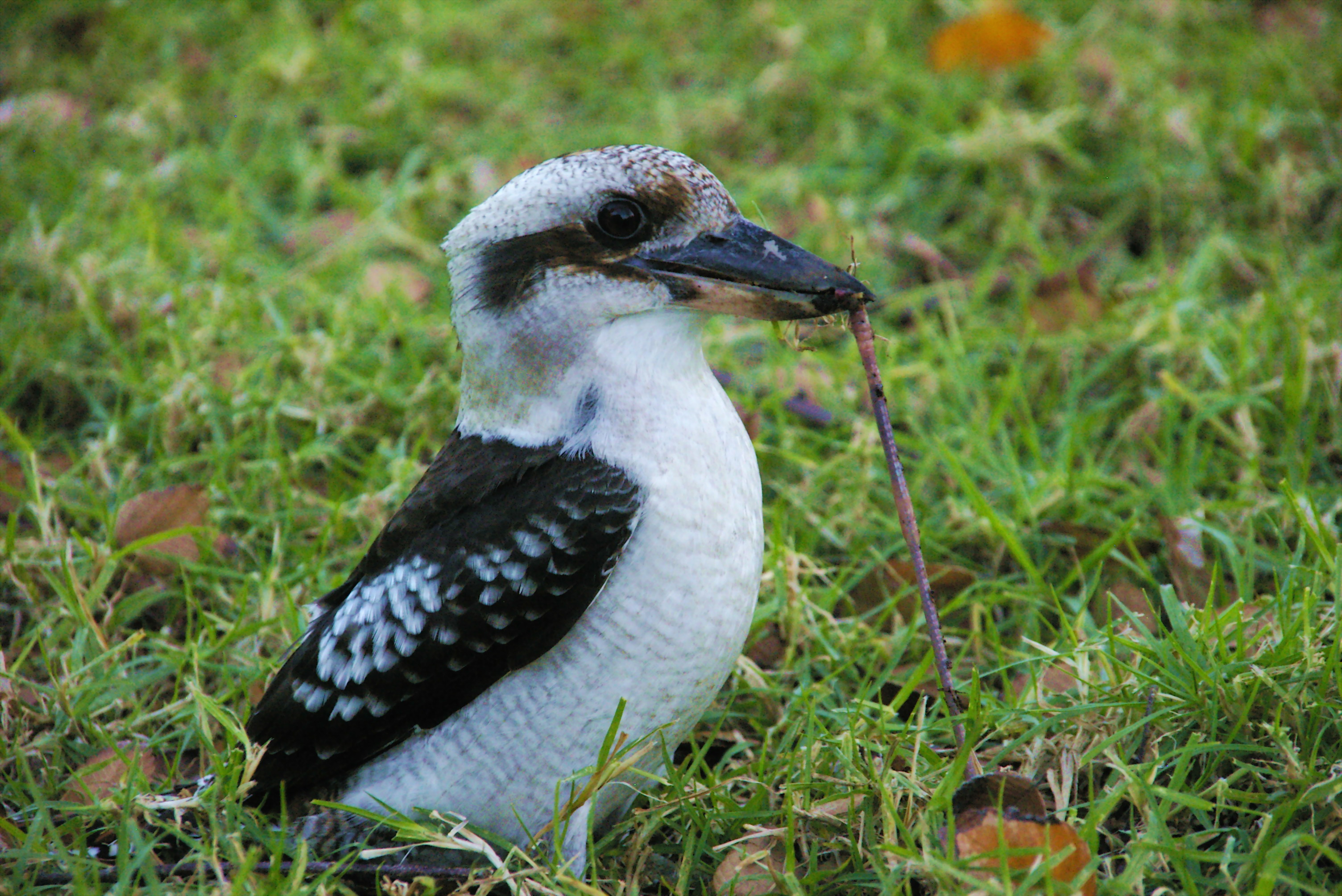
Ein Jägerliest bei der Nahrungssuche

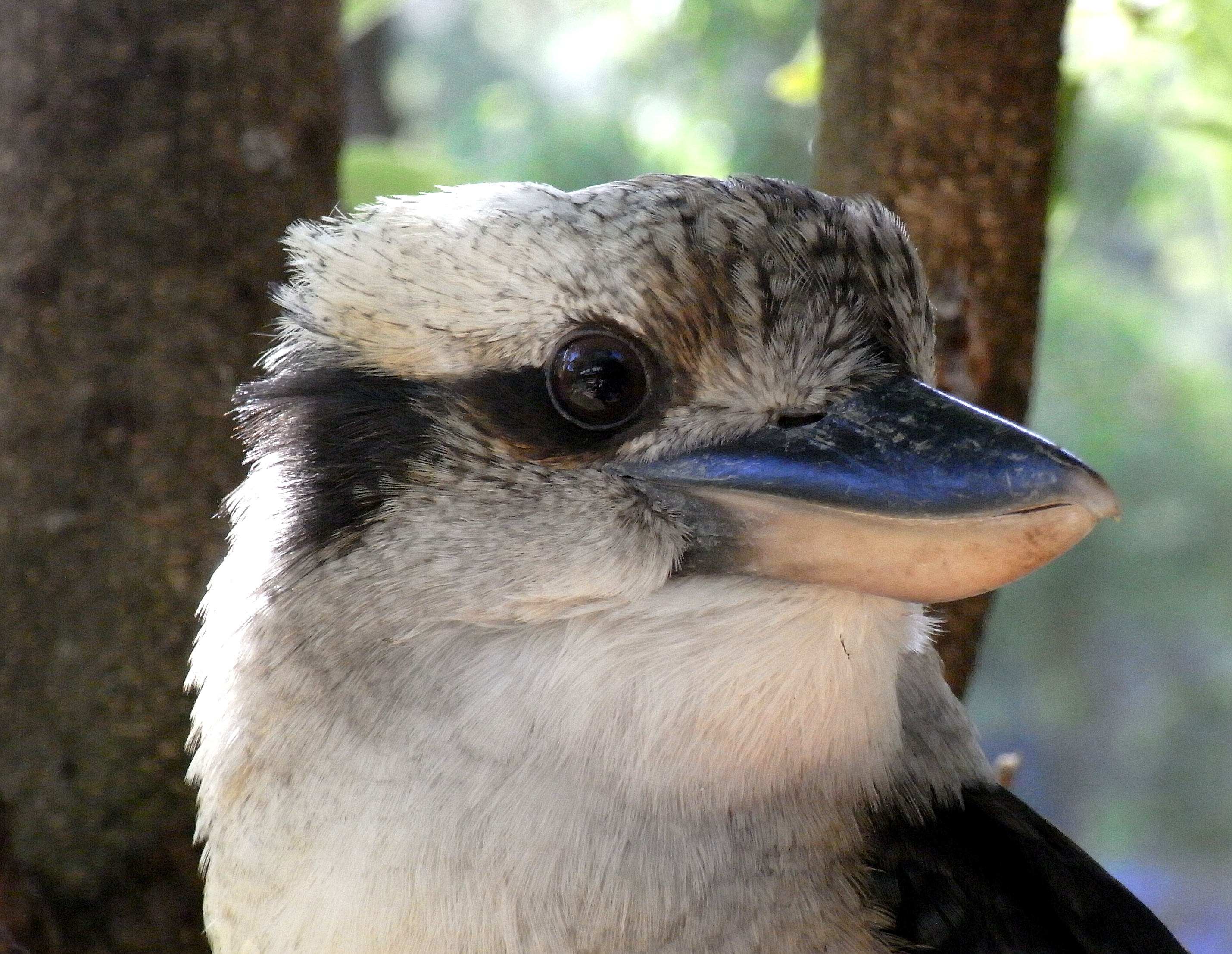
Porträt eines Jägerliests

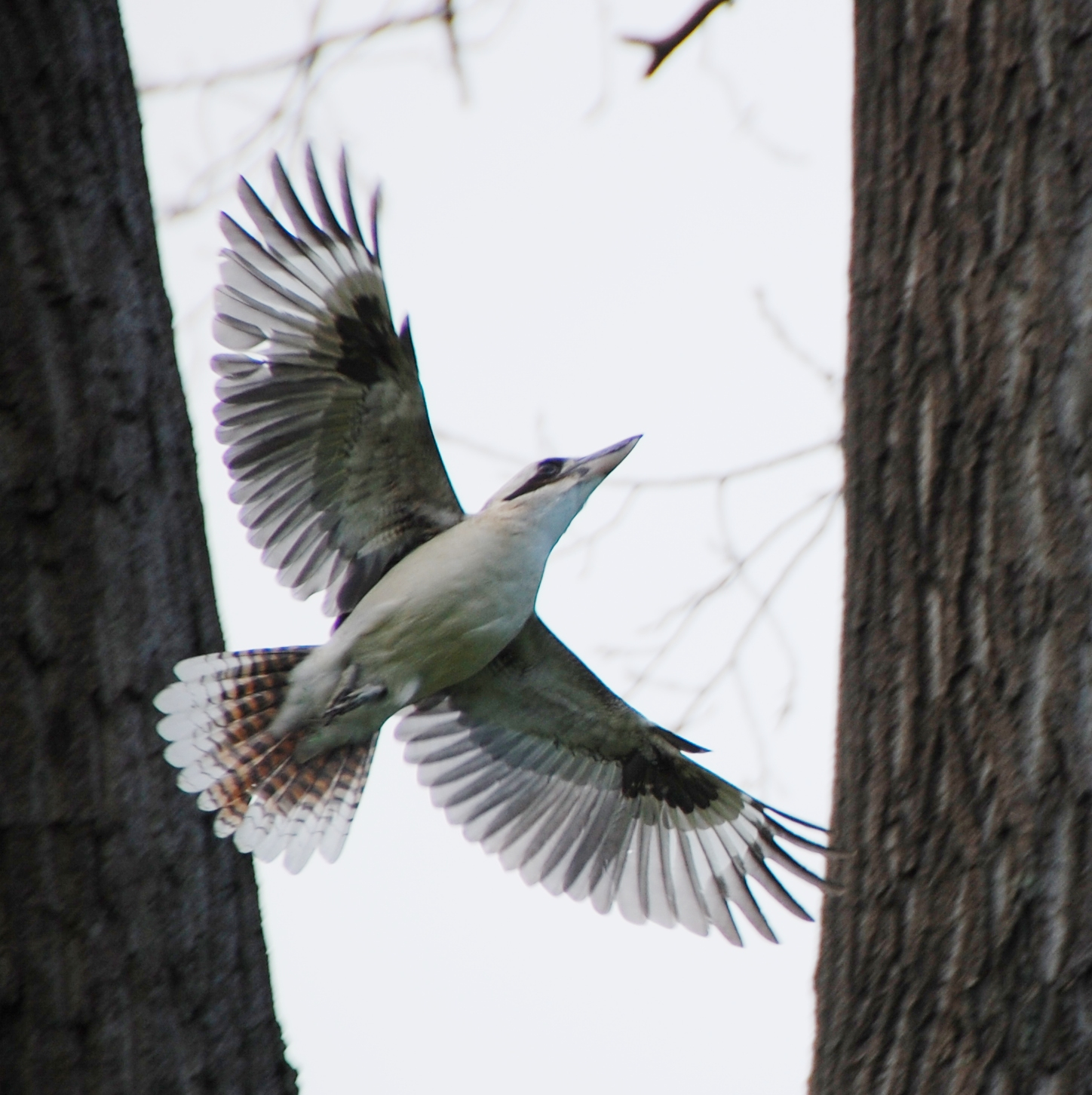
Jägerliest im Flug

Jägerlieste (Dacelo novaeguinae) sind die bekannteste Art in der Gattung der Jägerlieste (Dacelo) und die größten Vertreter in der Familie der Eisvögel (Alcedinidae). Anders als das Epitheton novaeguinae vermuten lässt, kommt die Art nicht in Neuguinea vor. Ihr Hauptverbreitungsgebiet liegt im Osten und Südosten von Australien, während im Norden und Nordwesten Australiens die nahe verwandten Haubenlieste (Dacelo leachii) vorkommen. In Westaustralien, Tasmanien und Neuseeland wurden Jägerlieste wegen ihrer Nützlichkeit eingeführt.
Kookaburras sind nicht an einen spezifischen Lebensraum gebunden, besetzen aber ganzjährig das gleiche Territorium. Neben trockenen Eukalyptuswäldern und baumreichen Gebieten bewohnen sie häufig auch Parks und Gärten und so ähnliche Habitate wie die Haubenlieste.

## Merkmale
Jägerlieste verfügen über einen kräftigen Schnabel, einen im Verhältnis zum Körper großen Kopf, einen gedrungenen Körperbau und kurze Beine mit kleinen, aber scharfen Krallen. Über den braunen Augen liegt ein deutlicher brauner Überaugenstreif, der sie gegen das Sonnenlicht schützt. Ihre Flügel und der Schwanz sind relativ kurz. Auf der Unterseite, zwischen den Flügeln und dem Kopf und am Kopf mit einer braunen Krone ist das Gefieder der Jägerlieste weiß bis elfenbeinfarben. Die Oberseite und die Flügel sind dunkelbraun bis braun. 
Die Männchen sind an schimmernden blauen Flecken auf der Flügeloberseite zu erkennen, Weibchen hingegen haben weiße Flecken. Die Schnabeloberseite ist schwarz, die Unterseite braunweiß. In der Körperlänge misst ein erwachsener Jägerliest 40 bis 47 Zentimeter. Sie können ein Alter bis zu 20, manchmal auch 25 Jahren erreichen.

## Stimme
Das Markenzeichen der Jägerlieste ist ihre an ein lautes Gelächter erinnernde markante Stimme zur Revierverteidigung. Ihr regelmäßiges Gelächter am frühen Morgen und in den späten Abendstunden brachte ihnen auch den Namen „Buschmanns-Uhr“ ein. Sie fangen mit einem leisen Ruf an, der in ein lautes, hysterisch erscheinendes Lachen ausläuft. Fängt ein Jägerliest mit hochgestrecktem Körper und steil aufgerichtetem Schwanz damit an, so wartet er nach seinem Ruf darauf, dass andere Jägerlieste in seiner Nachbarschaft darauf antworten. Der Ruf klingt etwa wie „ku-ku-ku-ku-ku-ka-ka-ka“ und wird oft in einem Chor vorgetragen. Neben dieser markanten Rufsequenz verfügt er noch über fünf weitere Ruflaute.

## Ernährung
Als Ansitzjäger erbeuten sie im Sturzflug Insekten, kleine Säugetiere, Vögel und Reptilien. Dabei nehmen die Jägerlieste eine typische Haltung ein. Mit dem seitlich gewendeten Kopf werden die Beutetiere angepeilt. Im seichten Wasser fangen sie Krabben, Muscheln und Fische. Selten betätigen sie sich als Nesträuber. Gelegentlich werden auch die Küken von Haushühnern erbeutet. Kleine Beutetiere werden mit dem Schnabel zerquetscht. Größere Beutetiere werden quer in den Schnabel genommen und auf Steine und Äste geschlagen. Nachdem die Beute getötet wurde, wird sie mit einem Ruck längs genommen und verschlungen. 
In Australien sind die Jägerlieste besonders beliebt, weil sie Mäuse, Ratten und giftige Schlangen vertilgen. Schlangen packt ein Jägerliest mit dem kräftigen Schnabel. Dann erschlägt er sie oder fliegt mit ihnen auf und lässt sie mehrmals aus großer Höhe auf den Boden fallen. Während des Nistens zerteilen sie Schlangen für ihre Küken und füttern diese mit kleinen Happen. Jägerlieste sind auch als vorwitzige Diebe bekannt. So kann es unvorsichtigen Campern passieren, dass die Jägerlieste ihnen ihre Speisen klauen.

## Fortpflanzung
Jägerlieste sind einzeln, paarweise oder in kleinen Familienverbänden unterwegs. Paare sind meist monogam lebenslang zusammen. Das Brutpaar wird nicht selten von bis zu einem halben Dutzend Nachkommen aus den Vorjahren begleitet, die bei der Revierverteidigung und bei der Jungenaufzucht helfen. 
Das Männchen wirbt mit erbeuteter Nahrung um das Weibchen und füttert es bei der Werbung. Das vom Männchen erbaute Nest wird gemeinsam inspiziert. Als Brutplatz werden neben Baumhöhlen in abgestorbenen Bäumen, hohlen Baumstümpfen, verlassenen Höhlenbauten in alten Eukalypten auch Aushöhlungen durch Baumtermiten und verlassene Termitenhügel zur Eiablage genutzt. 
Das Gelege umfasst meistens drei oder zwei (selten sind es auch vier) weiße Eier, die von beiden Elternvögeln abwechselnd bebrütet werden. Da zwischen der Eiablage mehrere Tage liegen, schlüpfen die nackten und blinden Nestlinge nach jeweils 24 bis 26 Tagen meist nicht gleichzeitig. Beide Altvögel beteiligen sich an der Brutpflege und der Nahrungsbeschaffung. Bei Annäherung eines Raubtieres verteidigen sie ihre Brut, meist erfolgreich, mit ihrem kräftigen Schnabel. Aggressionen unter den Geschwistern lassen sie jedoch zu, selbst wenn diese tödlich verlaufen.
Der Jägerliest ist der größte rezente Eisvogel und der einzige, bei dem ein obligater Kainismus oder Siblizid (Geschwistermord) beobachtet wurde. Dieses Verhalten ist Teil der evolutionär angeborenen Fortpflanzungsstrategie. Erstgeschlüpfte greifen ihre jüngeren Geschwister direkt nach dem Schlupf an, mit dem Eizahn. Bei drei Jungtieren verbünden sich die beiden älteren in der Regel gegen das Jüngste. Die Wahrscheinlichkeit, dass auch das dritte Küken überlebt, liegt bei unter 50 Prozent.
Ein Nesthäkchen stirbt häufiger dadurch, dass es durch seine Geschwister von der Nahrung ferngehalten oder direkt getötet wird, als dass es Feinden zum Opfer fällt. Meistens werden nicht alle Küken flügge. Die für diese Reproduktionsstrategie  angenommene Vermutung wird auch Reserveei-Hypothese (englisch Isurance Egg Hypothesis) genannt. Sollte aus dem ersten Ei kein Küken schlüpfen, oder eines, das erkrankt bzw. verletzt wird, so ersetzt das dritte Ei als Reserve den Verlust und sichert den saisonalen Bruterfolg. Elterntiere die sich in kleineren Territorien und ohne Helfer bemühen, ihren Nachwuchs aufzuziehen, verlieren häufiger Küken durch Siblizid, insbesondere wenn das Nahrungsangebot zu knapp ist.
Die überlebenden Küken verlassen nach vier bis fünf Wochen vollständig befiedert das Nest. Ein Daunenkleid legen die Jungvögel nicht an, in den warmen Höhlen benötigen sie es nicht. Flügge gewordene Jungtiere werden noch sechs bis zehn Wochen von der Familiengruppe gefüttert. Einige Jungtiere bleiben bis zu vier Jahre bei den Eltern und helfen ihnen als Bruthelfer bei den folgenden Bruten. Dabei erlernen sie das Brutgeschäft und verbessern die Überlebenschancen ihrer jüngeren Geschwister.

## Ureinwohner und Jägerliest
In der Mythologie der Aborigines haben die Jägerlieste eine besondere Rolle eingenommen. Wegen ihres frühzeitigen Gelächters am Morgen kam es zur folgenden Legende: Beim ersten Sonnenaufgang soll der gottähnliche Baiame den Kookaburras befohlen haben, laut zu lachen, damit die Menschen aufwachen und den Sonnenaufgang nicht verpassen. Eine andere Legende besagt, dass bei einer Beleidigung des Vogels der Beleidiger bestraft wird. So soll Kindern ein schiefer Zahn wachsen, wenn sie den Kookaburra beleidigen.

## Sonstiges

Australian Kookaburra

- Australien hat dem Vogel eine eigene Münzserie gewidmet, die seit 1990 jedes Jahr ein neues Motiv in verschiedenen Größen (1 Unze bis 1 kg) herausbringt. Dazu gibt es jährlich eine Bimetall-Version mit chinesischem Tierkreiszeichen.
- Bei den Olympischen Sommerspielen 2000 in Sydney war ein Jägerliest mit dem Namen Olly neben dem Schnabeltier Syd und dem Ameisenigel Millie eines der drei Maskottchen.
- In Australien gibt es ein sehr beliebtes Kinderlied über Kookaburra.
- In einer Folge der Fernsehserie Perry Mason spielt die Eigenschaft des Vogels, bei plötzlichem Lichteinfall zu lachen, eine entscheidende Rolle für die Aufklärung des Falles.
- In der Buch- und Hörspielserie Die drei ??? spielt ein Kookaburra im Roman Die drei ??? und der lachende Schatten eine wichtige Rolle, um einen australischen Verbrecher zu identifizieren.